# Taylor Knibb
Taylor Knibb (14 de fevereiro de 1998) é uma triatleta estadunidense, medalhista olímpica.

## Carreira
Knibb conquistou a medalha de prata nos Jogos Olímpicos de Verão de 2020 em Tóquio na prova de revezamento misto ao lado de Katie Zaferes, Kevin McDowell e Morgan Pearson com o tempo de 1:23:55. Nos Jogos Olímpicos de Verão de 2024, em Paris, conquistou novamente a medalha de prata no revezamento misto, ao lado de Pearson, Taylor Spivey, Seth Rider, com o tempo de 1:25:40.